# Saint-Pierre-de-l'Isle
Saint-Pierre-de-l'Isle (fino al 1º gennaio 2011, Saint-Pierre-de-l'Île) è un comune francese di 273 abitanti situato nel dipartimento della Charente Marittima nella regione della Nuova Aquitania.

## Società

### Evoluzione demografica
Abitanti censiti